# Sự tĩnh lặng

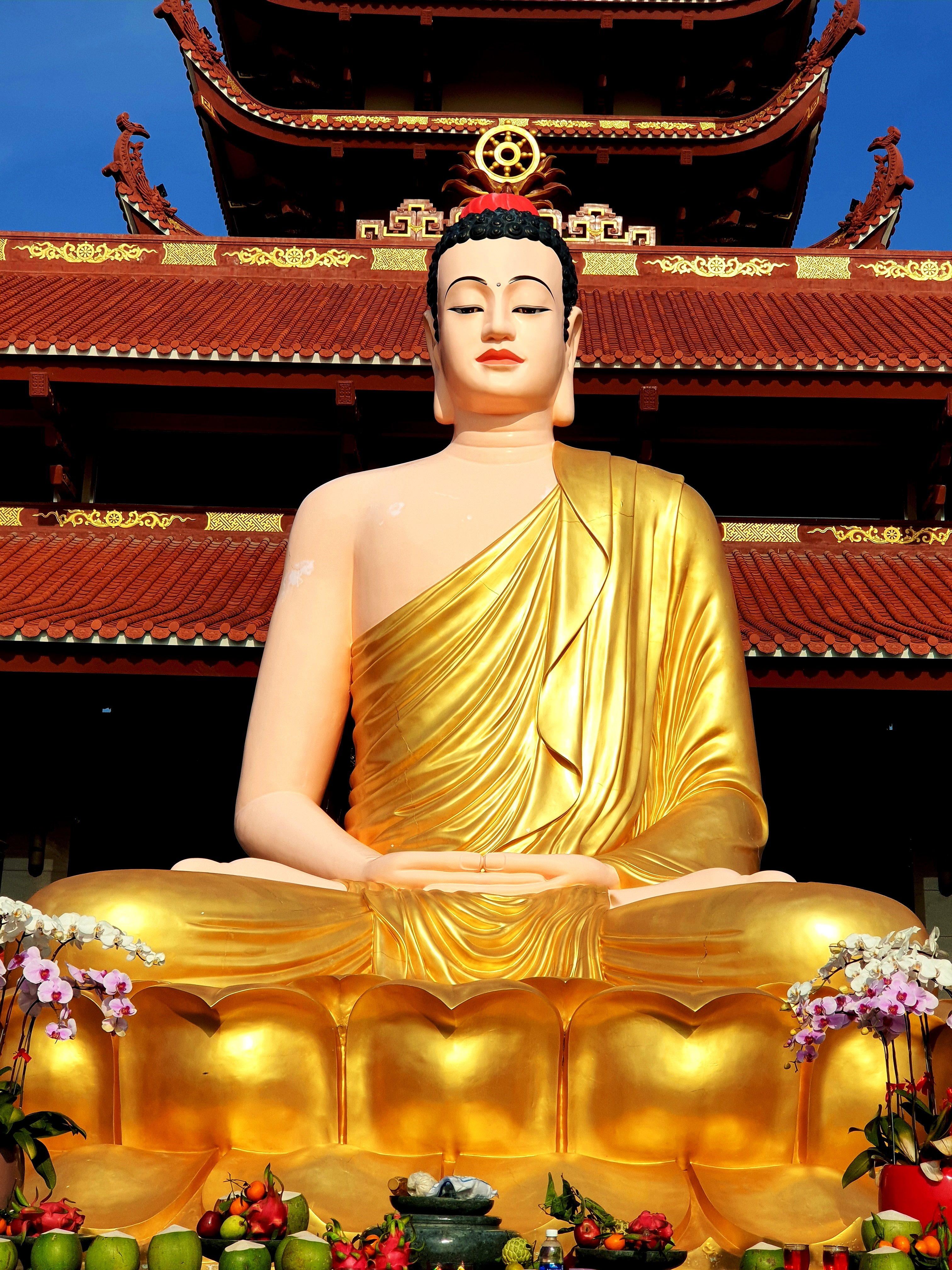
Vẽ bình thản, tĩnh tại của Đức Phật với tâm buông xả (Upekkha)

Sự tĩnh lặng (Apatheia) hay sự tĩnh tại hay sự bình thản một trạng thái tinh thần an tĩnh, bình thản, không bị xáo trộn bởi những cảm xúc tiêu cực, hay chính là trạng thái tâm trí bất biến không bị chi phối bởi các Pathos (πάθος) tức những đam mê, đau khổ, cảm xúc tiêu cực và phi lý trí. Sự tĩnh tại không có nghĩa là "thờ ơ" hay "vô cảm", mà là một trạng thái tâm trí thông sáng, có được nhờ lý trí và sự kỷ luật thép và hoàn toàn trái ngược với quan niệm xem người khắc kỷ là yếu đuối, mà đây là một triết lý về sự kiên cường, tự chủ và sức mạnh nội tâm chứ không phải sự trống rỗng của một tâm hồn đã chết. Đây Là kết quả của sự rèn luyện lý trí và kỷ luật nội tâm không ngừng nghỉ để phục vụ cho hành động đúng đắn và có đạo đức, không bị những đam mê làm mờ mắt. Sự tĩnh tại là một khí chất cao quý của các nhà hiền triết, các bậc trí giả. Sự tĩnh lặng nội tâm không phải là sự triệt tiêu mọi cảm xúc, mà là sự trầm lắng thanh lọc tâm trí khỏi những cảm xúc độc hại. 
Biểu hiện của nó ra bên ngoài chính là sự điềm tĩnh hay giữ bình tĩnh, khi đối mặt với nghịch cảnh mà vẫn giữ được sự tĩnh táo, ôn tồn, không hoảng loạn. Sự tĩnh tại (Stillness) là trạng thái tâm trí bình an, không bị xao động bởi những lo toan, lo âu, lo lắng, suy nghĩ hay cảm xúc tiêu cực. Đó không phải là sự lười biếng hay phó mặc, thúc thủ, không làm gì cả, mà là khả năng giữ cho tâm hồn được tĩnh lặng, ngay cả trong những môi trường ồn ào và nhiều áp lực nhất. Sự tĩnh tại giúp thoát khỏi sự chi phối của ngoại cảnh và tập trung vào thế giới nội tâm của mình giúp đưa ra quyết định sáng suốt và chính xác hơn. Triết gia Aristotle tuyên bố rằng đức hạnh được tìm thấy trong triết học trung dung giữa sự dư thừa và sự thiếu hụt cảm xúc (metriopatheia), những người theo chủ nghĩa Khắc kỷ cho rằng sống có đức hạnh sẽ mang lại sự tự do khỏi đam mê, dẫn đến trạng thái tĩnh lặng (apatheia). Evagrius Ponticus tin rằng có tám loại đam mê mà tâm hồn phải loại bỏ, bao gồm dục vọng, tham ăn, kiêu ngạo, đố kỵ, tham lam, buồn chán, giận dữ và tự ái, những đam mê này là những tiến triển phi tự nhiên của tâm hồn. Maximus cũng tin vào tám đam mê phi tự nhiên đó, nhưng thay vào đó, ông dùng sự tĩnh lặng để chuyển hóa những đam mê đó thành Agape tức tình yêu phi vị kỷ, tình yêu bác ái, hay tĩnh lặng yêu một tình yêu lặng lẽ tồn tại trong sự an tĩnh nội tâm, không thể hiện phô trương ra bên ngoài.

## Chú thích

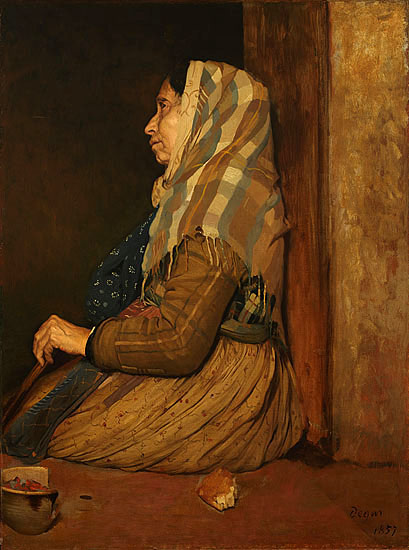
Họa phẩm về sự tĩnh lặng và trầm lắng của một phụ nữ